# Lijst van Stolpersteine in Wassenaar

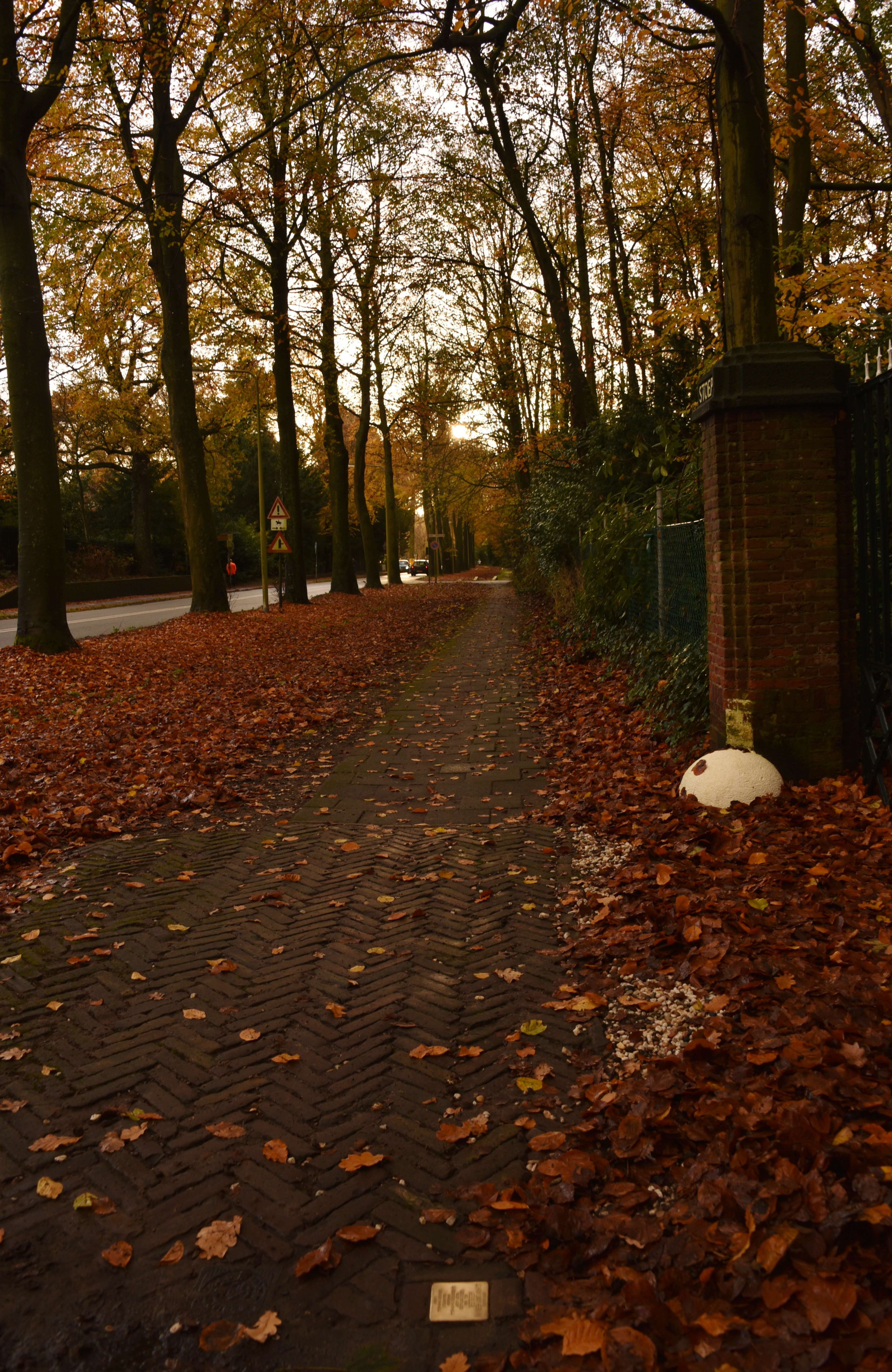
Stolperstein voor Johan Herman Kessler in Wassenaar

De lijst van Stolpersteine in Wassenaar geeft een overzicht van de gedenkstenen in de gemeente Wassenaar in de Nederlandse provincie Zuid-Holland die zijn geplaatst in het kader van het Stolpersteine-project van de Duitse beeldhouwer-kunstenaar Gunter Demnig.
Stolpersteine zijn opgedragen aan slachtoffers van het nationaalsocialisme, al diegenen die zijn vervolgd, gedeporteerd, vermoord, gedwongen te emigreren of tot zelfmoord gedreven door het nazi-regime. Demnig legt voor elk slachtoffer een aparte steen, meestal voor de laatste zelfgekozen woning.
Omdat het Stolpersteine-project doorloopt, kan deze lijst onvolledig zijn.

## Stolpersteine
In Wassenaar liggen 45 Stolpersteine op 23 adressen.

### Wassenaar
| Afbeelding | Inscriptie | Adres                               | Herdachte persoon                                |
| ---------- | --- | ----------------------------------- | ------------------------------------------------ |
|            | HIER WOONDE ELEONORE BERG GEB. 1928 GEDEPORTEERD 1943 UIT WESTERBORK VERMOORD 3-9-1943 AUSCHWITZ                                                   | Hogeweg 16                          | Eleonore Berg (1928–1943)                        |
|            | HIER WOONDE JULIUS BERG GEB. 1899 GEDEPORTEERD 1943 UIT WESTERBORK VERMOORD 31-3-1944 POLEN                                                        | Hogeweg 16                          | Julius Berg (1899–1944)                          |
|            | HIER WOONDE RUDI LUDWIG BERG GEB. 1930 GEDEPORTEERD 1943 UIT WESTERBORK VERMOORD 3-9-1943 AUSCHWITZ                                                | Hogeweg 16                          | Rudi Ludwig Berg (1930–1943)                     |
|            | HIER WOONDE ELFRIEDE BERTHA BERG-BERGMANN GEB. 1905 GEDEPORTEERD 1943 UIT WESTERBORK VERMOORD 3-9-1943 AUSCHWITZ                                   | Hogeweg 16                          | Elfriede Bertha Berg-Bergmann (1905–1943)        |
|            | HIER WOONDE JOHN VAN DEN BERGH GEB. 1885 GEDEPORTEERD 7-9-1942 UIT WESTERBORK VERMOORD 10-9-1942 AUSCHWITZ                                         | Raadhuislaan 11                     | John van den Bergh (1885-1942)                   |
|            | HIER WOONDE RUDOLFINE VAN DEN BERGH- JESSEL GEB. 1890 GEDEPORTEERD 7-9-1942 UIT WESTERBORK VERMOORD 10-9-1942 AUSCHWITZ                            | Raadhuislaan 11                     | Rudolfine van den Bergh-Jessel (1890-1942)       |
|            | HIER WOONDE HIJMAN BROMET GEB. 1904 GEDEPORTEERD 1944 UIT WESTERBORK VERMOORD 31-12-1944 KDO GRÜNBERG- GROSS ROSEN                                 | Wittenburgerweg 120                 | Hijman Bromet (1904-1944)                        |
|            | HIER WOONDE MADELEINE ALICE BROMET GEB. 1934 GEDEPORTEERD 1944 UIT WESTERBORK VERMOORD 8.10.1944 AUSCHWITZ                                         | Wittenburgerweg 120                 | Madeleine Alice Bromet (1932-1944)               |
|            | HIER WOONDE PHILIP EMANUEL BROMET GEB. 1942 GEDEPORTEERD 1944 UIT WESTERBORK VERMOORD 8-10-1944 AUSCHWITZ                                          | Wittenburgerweg 120                 | Philip Emanuel Bromet (1942-1944)                |
|            | HIER WOONDE YVONNE CARLA BROMET GEB. 1932 GEDEPORTEERD 1944 UIT WESTERBORK VERMOORD 8-10-1944 AUSCHWITZ                                            | Wittenburgerweg 120                 | YvonneCarla Bromet (1932-1944)                   |
|            | HIER WOONDE ALICE BROMET- FLESSEMAN GEB. 1905 GEDEPORTEERD 1944 UIT WESTERBORK VERMOORD 8-10-1944 AUSCHWITZ                                        | Wittenburgerweg 120                 | Alice Bromet-Flesseman (1905-1944)               |
|            | HIER WOONDE MARGANNE ELISABETH CAHN GEB. 1926 GEDEPORTEERD 1944 UIT WESTERBORK VERMOORD 28-2-1945 MIDDEN-EUROPA                                    | Wittenburgerweg 120                 | Marganne Elisabeth Cahn (1926-1945)              |
|            | HIER WOONDE JACK FELLEMAN GEB. 1910 GEDEPORTEERD 1944 UIT WESTERBORK VERMOORD 31-8-1944 AUSCHWITZ                                                  | Hyacinthstraat 23                   | Jack Felleman (1910-1944)                        |
|            | HIER WOONDE KAATJE FRENK GEB. 1890 GEDEPORTEERD 31-7-1944 UIT WESTERBORK THERESIENSTADT VERMOORD 11-10-1944 AUSCHWITZ                              | Raadhuislaan 4                      | Kaatje Frenk (1890-1944)                         |
|            | HIER WOONDE MIETJE FRENK GEB. 1896 GEARRESTEERD EERBEEK GEVLUCHT IN DE DOOD 12-6-1944 BRUMMEN                                                      | Raadhuislaan 4                      | Mietje Frenk (1896-1944)                         |
|            | HIER WOONDE ELKAN FRIJDA GEB. 1883 GEDEPORTEERD 1944 UIT WESTERBORK VERMOORD 26-3-1944 AUSCHWITZ                                                   | Laan van Rhemen van Rhemenshuizen 4 | Elkan Frijda (1883-1944)                         |
|            | HIER WOONDE ERNEST ALFRED FRIJDA GEB. 1909 GEDEPORTEERD 1944 UIT WESTERBORK VERMOORD 6-3-1944 AUSCHWITZ                                            | Crocusstraat 27                     | Ernest Alfred Frijda (1909-1944)                 |
|            | HIER VERBLEEF ILSE YVONNE FRIJDA GEB. 1925 GEDEPORTEERD 1944 UIT WESTERBORK VERMOORD 30-6-1944 MIDDEN-EUROPA                                       | Crocusstraat 27                     | Ilse Yvonne Frijda (1925-1944)                   |
|            | HIER WOONDE WERNER GANS GEB. 1912 GEDEPORTEERD 3-3-1944 UIT WESTERBORK VERMOORD 6-3-1944 AUSCHWITZ                                                 | Lange Kerkdam 33a                   | Werner Gans (1912-1944)                          |
|            | HIER WOONDE JACQUES GOUREVITCH GEB. 1903 GEARRESTEERD 1941 GEDEPORTEERD 1942 UIT SCHEVENINGEN 'ORANJEHOTEL' VERMOORD 4-6-1942 GUSEN                | Oranjelaan 16                       | Jacques Gourevitch (1903-1942)                   |
|            | HIER WOONDE HENDRIK MARINUS HARTOG GEB. 1915 VLUCHT 1942 FRANKRIJK GEARRESTEERD GEDEPORTEERD 1942 UIT DRANCY VERMOORD 30-4-1943 MIDDEN-EUROPA      | Duinvoetlaan 9                      | Hendrik Marinus Hartog (1915-1943)               |
|            | HIER WOONDE JUDITH ROSEN JACOBSEN-FERARES GEB. 1886 GEDEPORTEERD 1942 UIT SCHEVENINGEN 'ORANJEHOTEL' VERMOORD 15-10-1942 AUSCHWITZ                 | Nassaulaan 5                        | Judith Rosen Jacobson-Ferares (1886-1942)        |
|            | HIER WOONDE PAUL JÜDELL GEB. 1888 GEVLUCHT IN DE DOOD 14-5-1940 HAARLEM                                                                            | Stoeplaan 22                        | Paul Jüdell (1888-1940)                          |
|            | HIER WOONDE ROBERT ERWIN KAIM GEB. 1921 GEDEPORTEERD 1944 UIT WESTERBORK VERMOORD 31-12-1944 STUTTHOF                                              | Wittenburgerweg 64                  | Robert Erwin Kaim (1921-1944)                    |
|            | HIER WOONDE JOSEPH KAN GEB. 1861 OVERLEDEN 4-10-1942 APELDOORN                                                                                     | Raadhuislaan 4                      | Joseph Kan (1861-1942)                           |
|            | HIER WOONDE JOHAN 'JAN' HERMAN KESSLER GEB. 1919 VERZETSSTRIJDER 'GROEP KEES' GEARRESTEEERD 14-11-1944 BARCHEM GEMARTELD VERMOORD 15-11-1944 LAREN | Stoeplaan 17                        | Johan Herman Kessler (1919-1944)                 |
|            | HIER WOONDE ELIZABETH REIJNA VAN LEEUWEN GEB. 1929 GEDEPORTEERD 18-5-1943 UIT WESTERBORK VERMOORD 21-5-1943 SOBIBOR                                | Jonkerlaan 75                       | Elizabeth Reijna van Leeuwen (1929-1943)         |
|            | HIER WOONDE MARCUS VAN LEEUWEN GEB. 1899 GEDEPORTEERD 25-5-1943 UIT WESTERBORK VERMOORD 28-5-1943 SOBIBOR                                          | Jonkerlaan 75                       | Marcus van Leeuwen (1899-1943)                   |
|            | HIER WOONDE HENRIËTTE VAN LEEUWEN- VAN BAALE GEB. 1899 GEDEPORTEERD 18-5-1943 UIT WESTERBORK VERMOORD 21-5-1943 SOBIBOR                            | Jonkerlaan 75                       | Henriëtte van Leeuwen-van Baale (1899-1943)      |
|            | HIER WOONDE STEPHANIE VAN RAALTE- KAIM-SCHWEITZER GEB. 1894 GEVLUCHT IN DE DOOD 20-7-1942 WASSENAAR                                                | Wittenburgerweg 64                  | Stephanie van Raalte-Kaim-Schweitzer (1894-1942) |
|            | HIER WOONDE CONSTANZE SCHWEITZER- HAINAUER GEB. 1868 GEVLUCHT IN DE DOOD 20-7-1942 WASSENAAR                                                       | Wittenburgerweg 64                  | Constanze Schweitzer-Hainauer (1868-1942)        |
|            | HIER WOONDE FREDDIE DAVID DA SILVA GEB. 1909 GEDEPORTEERD 1944 UIT WESTERBORK VERMOORD 28-2-1945 MIDDEN-EUROPA                                     | Van Zuylen van Nijeveltstraat 106   | Freddie David da Silva (1909–1945)               |
|            | HIER WOONDE SOPHIE DE STERKE GEB. 1862 GEDEPORTEERD 27-4-1943 UIT WESTERBORK VERMOORD 30-4-1943 SOBIBOR                                            | Raadhuislaan 4                      | Sophia de Sterke (1862-1943)                     |

## Data van plaatsingen
- 25, 26 november 2021: 18 Stolpersteine op Crocusstraat 27, Hogeweg 16, Hyacinthstraat 23, Laan van Rhemen van Rhemenshuizen 4, Van Zuylen van Nijeveltstraat 106, Wittenburgerweg 64 en 120
- Juni 2022: een Stolperstein aan de Stoeplaan 17
- 3 november 2022: vier Stolpersteine op Duinvoetlaan 9, Nassaulaan 5, Oranjelaan 16, Stoeplaan 22
- 2 november 2023: tien Stolpersteine op Raadhuislaan 4 en 11, Jonkerlaan 75, Lange Kerkdam 33a
- 8 november 2024: twaalf Stolpersteine op Cornelis de Wittstraat 20, Jonkerlaan 58, Klein Persijnlaan 31, Rijksstraatweg 701 en 791, Schouwweg 28 en 72